# 黄百家
黄百家（1643年12月6日—1709年4月29日），原名百学，字主一，号不失，又号耒史，别号黄竹农家，浙江余姚人，明末清初术数家、历法学家、经学家、武术家。黄宗羲之子。
自幼操习拳术，师从一代拳师王来咸（字征南，1617－1669年），精通内家拳。著有《内家拳法》，为这一领域重要著作。

## 生平
明崇祯十六年（1643年）十月二十六日，黄百家出生于浙江余姚，父亲是黄宗羲，母亲是叶宪祖之女叶氏（字宝林）。
清顺治五年（1648年）随舅公氏翁逸读书，同时跟随黄宗裔学经学。康熙六年（1667年）  二十五岁的黄百家和其父黄宗羲的弟子一同学习。
清康熙十四年（1675年），黄百家作《王征南先生传》，记述王征南的拳射之术。清康熙二十六年（1687年），黄百家进京参加《明史》的编撰。康熙二十七年（1688年）携书回家编写。清康熙二十九年（1690年）编写完成，再次进京编写《明史·曆志》，次年四月编成。因为其父年老力衰，黄百家辞职回到南方。清康熙三十四年（1695年）七月初三日，黄宗羲辞世。黄百家继续编纂黄宗羲未完成的《宋元学案》。清康熙三十八年（1699年），因明史曆志的手稿遗失，重新编写。
康熙四十八年（1709年）三月二十日，黄百家辞世。

## 著作
- 《天文志》
- 《明史·曆志》
- 《内家拳法》（根据《学箕初稿·王征南先生》编写）
- 《句股矩测解原》
- 《王刘异同》
- 《体独诗钞》
- 《明文授读》
- 《失余诗稿》
- 《学箕初稿》
- 《学箕三稿》(即《黄竹农家耳逆草》)

### 引用
1. ↑  沈善洪等.黄宗羲全集(12).杭州：浙江古籍出版社，1994.210.